# Проконсул
Проко̀нсул (лат. proconsul, от pro – вместо и consul – консул) – държавна длъжност в Древен Рим.
Първоначално проконсулът е изпълнявал военни поръчения извън Рим, а след образуването на провинциите е осъществявал висша юридическа, административна и военна власт в провинциите (от 27 г. пр.н.е. управлява главно сенатските провинции). Проконсулите обикновено са получавали пълномощия за една година.